# Gerhard Lonski
Gerhard Lonski, Gerardus de Lohn, (* ? – †1092) je bil drugi sin grofa Otona II. Zutphenskega  in Adelajde Zutphenske. Poročen je bil z Irmgard. Leta 1085 je podedoval po stricu Rupertu ali Humbertu v okviru dediščine Gotšalka Zutphenskega gospoščino Lohn. Hkrati je bil imenovan za grofa te posesti, in s tem je postal začetnik grofije Lohn. . 

## Družina in potomci
Gerhard je bil poročen z Irmgard, vendar ni znana njena družina oziroma priimek. 
Gerhard je imel vsaj enega sina:
- Gotšalka I. Lonskega (Gottschalk von Loen), ki se je udeležil Križarske vojne.